# Морфология растений

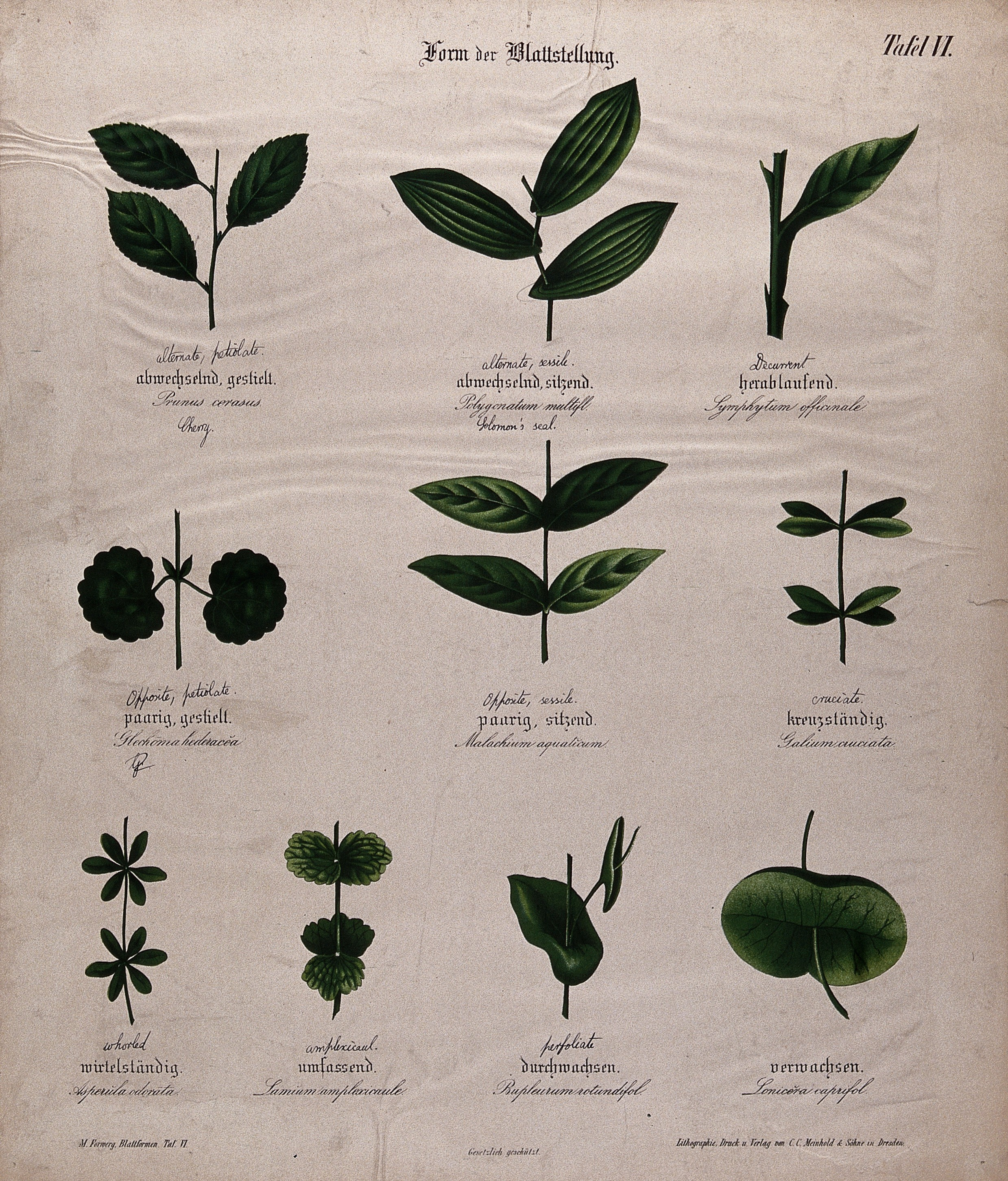
Листорасположение, ботаническая иллюстрация около 1850 года

Морфология растений, или фитоморфология, — раздел ботаники, наука о закономерностях строения и процессах формообразования растений. Растительные организмы при этом рассматриваются как в своём индивидуальном развитии (онтогенезе), так и в эволюционно-историческом развитии (филогенезе). Морфология растений — основополагающий раздел ботаники.
Морфология растений в широком смысле включает в себя анатомию растений и другие направления ботаники, занимающиеся морфологией растений на микроуровне. Морфология растений в узком смысле занимается изучением строения и формообразования растений на макроскопическом (главным образом на организменном) уровне.

## Задачи
Важнейшая задача, которая стоит перед морфологией растений (в широком смысле), состоит в описании и наименовании органов и тканей растительного организма. Ещё одной задачей морфологии растений является изучение процессов формообразования растительных органов (с целью установления закономерностей их морфогенеза) и тканей (с целью установления закономерностей их гистогенеза) — как в индивидуальном, так и в историческом развитии растений.

## Направления
Исторически морфология растений начинала развиваться как описательная морфология, занимаясь описанием разнообразия форм растительного мира. Ботаника как полноценная наука стала развиваться лишь благодаря работам Карла Линнея (1707—1778) по описательной морфологии.
Сейчас в морфологии растений выделяются следующие специализированные направления (разделы, дисциплины), отличающиеся предметами исследования:
- органография — основной раздел морфологии растений; занимается описанием и сравнительным анализом внешнего строения органов растений[6];
- анатомия растений — изучение строения растений на уровне клеток и тканей[7];
- эмбриология растений — изучение закономерностей образования, строения и развития зародыша растений[8];
- цитология растений — изучение растительной клетки;
- гистология растений — изучение растительных тканей;
- морфология вымерших растений — это направление является одновременно разделом палеоботаники;
- биоморфология, или экологическая морфология — изучение связей и зависимостей между процессами индивидуального развития растений, включая закономерности формирования их органов, и факторами внешней среды. Этот раздел морфологии растений особенно активно стал развиваться во второй половине XX века[8].

С точки зрения основных используемых оптических методов разделы морфологии растений подразделяют на две группы:
- микроморфологию (микроскопическую морфологию) — сюда относятся те разделы, которые изучают растительные организмы с помощью микроскопии: цитологию, гистологию, эмбриологию, а также анатомию растений (если последнюю рассматривать как составную часть морфологии)[8];
- макроморфологию (макроскопическую морфологию) — сюда относятся те разделы, предметом изучения которых является внешнее строение растений в целом либо отдельных растительных органов и для которых методы микроскопии не являются основными[3].

## Прикладная морфология растений
Морфологические исследования растений играют важную роль в работах, связанных с вопросами охраны окружающей среды, в том числе с вопросами определения степени влияния загрязнений на растительные организмы.